# Campionato cipriota di calcio a 5 2008-2009
Il Campionato cipriota di calcio a 5 2008-2009 è stato il decimo campionato cipriota di calcio a 5 ed è stato giocato nella stagione 2008-09. Dopo il girone di play-off, la vittoria finale è andata all'Omonia Nicosia.

## Stagione regolare
| Pos | Squadra                | Pti | G  | V  | N | P  | GF | GS  |
| --- | ---------------------- | --- | -- | -- | - | -- | -- | --- |
| 1   | G.C. School Nicosia    | 34  | 14 | 11 | 1 | 2  | 61 | 22  |
| 2   | AGBU Ararat            | 33  | 14 | 10 | 3 | 1  | 96 | 31  |
| 3   | Omonia Nicosia         | 32  | 14 | 10 | 2 | 2  | 51 | 28  |
| 4   | Parnassos              | 28  | 14 | 9  | 1 | 4  | 76 | 30  |
| 5   | Livadiakos Larnaca     | 14  | 14 | 4  | 2 | 8  | 49 | 66  |
| 6   | Cyprus College Nicosia | 9   | 14 | 3  | 0 | 11 | 29 | 58  |
| 7   | APOK Nicosia           | 7   | 14 | 2  | 1 | 11 | 31 | 121 |
| 8   | AOE Lakatamia Nicosia  | 6   | 14 | 2  | 0 | 12 | 43 | 80  |

|  | Play-off |
|  | Play-out |

## Play-off
| Pos | Squadra             | Pti | G  | V  | N | P | GF  | GS |
| --- | ------------------- | --- | -- | -- | - | - | --- | -- |
| 1   | Omonia Nicosia      | 47  | 20 | 15 | 2 | 3 | 72  | 39 |
| 2   | G.C. School Nicosia | 44  | 20 | 14 | 2 | 4 | 71  | 36 |
| 3   | AGBU Ararat         | 40  | 20 | 12 | 4 | 4 | 110 | 48 |
| 4   | Parnassos           | 31  | 20 | 10 | 1 | 9 | 91  | 48 |